# 2016 en Afrique du Sud
Chronologie de l'Afrique du Sud
- 2012
- 2013
- 2014
- 2015
- 2016
- 2017
- 2018
- 2019
- 2020

Cet article présente les faits marquants de l'année 2016 en Afrique du Sud, ou concernant le pays.

## Évènements
- 19 mars : Miss Afrique du Sud 2016, 61e élection de Miss Afrique du Sud, s'est déroulée au Carnival City´s Big Top Arena. La gagnante, Ntandoyenkosi Kunene, succède à Liesl Laurie, Miss Afrique du Sud 2015[1].
- 31 mars : le président Jacob Zuma est condamné par la Cour Constitutionnelle pour atteinte à la constitution. Il avait fait payer à l'état des travaux dans sa demeure privée de Nkandla[2].
- Début mai 2016 : 17 écoles incendiées pendant des manifestations d'opposition au nouveau découpage électoral[3].
- 3 août : élections municipales en Afrique du Sud.
- Octobre 2016 : l'Afrique du Sud se retire de la Cour pénale internationale[4].

## Culture

### Cinéma
- À tous les vents du ciel.
- Bergers et Bouchers.
- Jadotville (film).
- Le Train de sel et de sucre.

## Sport
- Afrique du Sud aux Jeux olympiques de la jeunesse d'hiver de 2016.
- Afrique du Sud aux Jeux paralympiques d'été de 2016.
- Afrique du Sud aux Jeux olympiques d'été de 2016.

### Athlétisme
- Championnats d'Afrique d'athlétisme 2016.

### Canoë-kayak
- Championnats d'Afrique de course en ligne de canoë-kayak 2016.

### Cyclisme
- Championnats d'Afrique de BMX 2016.
- Saison 2016 de l'équipe cycliste Dimension Data.

### Football
- Finale de la Ligue des champions de la CAF 2016.
- Championnat d'Afrique du Sud de football 2015-2016.

### Hockey sur glace
- Division IIIB du Championnat du monde moins de 18 ans de hockey sur glace 2016.

### Natation
- Championnats d'Afrique de natation 2016.

### Rugby
- Saison 2016 de Super Rugby.
- The Rugby Championship 2016.
- Tournoi d'Afrique du Sud de rugby à sept 2016.